# Morhad Amdouni
Morhad Amdouni (* 21. ledna 1988) je francouzský atlet, běžec, který se věnuje dlouhým tratím.
V roce 2007 se stal juniorským mistrem Evropy v běhu na 5000 metrů. Na světovém šampionátu v roce 2009 v této disciplíně nepostoupil do finále. V roce 2016 obsadil na mistrovství Evropy v běhu na 5000 metrů páté místo. Největší úspěch pro něj znamenal start na evropském šampionátu v Berlíně v roce 2018. Zvítězil v běhu na 10 000 metrů, na poloviční trati vybojoval bronzovou medaili.
Na olympiádě v Tokiu (2021) se účastnil soutěže v maratonu, kde skončil na 17. místě. Spíše než svým umístěním si ale v médiích získal pozornost kontroverzním činem na 28. kilometru závodu, kde Amdouni shodil ze stolku občerstvovací stanice celou řadu nápojů nachystaných pro ostatní běžce, přičemž poslední lahev v řadě si vzal pro sebe. Později se bránil tvrzením, že předchozí lahve mu vyklouzly z ruky. Čin pobouřil sportovní komentátory i fanoušky (tím spíš, že běh se odehrával v parném létě a mnoho běžců pro zdravotní potíže ze závodu odstoupilo).